# Irina Dîmnikova
Irina Dîmnikova (n. 21 mai 1943, Habarovsk, URSS) - este un fizician relativist sovieto-polon.

## Biografie
Este născută Timofeeva. A absolvit școala cu medalie de aur. A absolvit cu onor Universitatea din Leningrad (1966). A fost membru ULCT între anii 1957-1971. Este discipol a profesorului Erast Gliner.  Doctor în filozofie (fizică și matematică) la Universitatea din Tartu. Dr. Hab. în fizica teoretică la Universitatea din Varșovia (1992). Cercetătoare la Institutul fizico-tehnic în numele lui A.F. Ioffe din Sankt Petersburg(1966-1988). Adjunct la Centrul astronomic în numele lui Nicolaus Copernicus al Universității din Varșovia (1988-1996). Lector la Williams College,  Williamstown, Massachusetts, 1992. Profesor la Universitatea Warmia and Mazury (Olsztyn), Polonia , din (1996).

## Publicații
A publicat circa 110 de articole în domeniul fizicii gărilor negre, a gravitației și astrofizicii.

## Alte informații
Are doi copii: Pavel și Maria

## Discipoli
- Mihail Filcenkov
- Evghenii Galaktionov
- Anna Dobosz
- Bożena Sołtysek

## Distincții
- Membru al societății Internaționale de Relativitate generală și gravitație
- Premiul Societății de gravitație din Rusia (1991)
- Mențiunea de onoare a societății Internaționale de Relativitate generală și gravitație (2001), (2003)